# Dyscophus guineti
Espèce
Synonymes
- Kalula guineti Grandidier, 1875

Statut de conservation UICN

 LC  : Préoccupation mineure
Dyscophus guineti est une espèce d'amphibiens de la famille des Microhylidae. Comme les autres espèces du genre, cette espèce possède le nom vernaculaire de grenouille tomate.

## Description
Dyscophus guineti mesure de 60 à 65 mm pour les mâles et de 90 à 95 mm pour les femelles. Son dos est jaunâtre chez les mâles et rouge-orangé pour les femelles, avec, souvent, de petites réticulations et généralement des taches sombres en forme de losange. Son ventre est uniformément blanchâtre. La peau de son dos est lisse. Un bourrelet est présent de chaque côté du dos. Le tympan, peu visible, est trois fois plus petit que l'œil. Les doigts de la main, non élargis, porte du côté interne un tubercule métatarsien et ne sont pas palmée. La palmure est peu développée entre les orteils. Cette espèce ressemble beaucoup à Dyscophus antongilii, dont elle ne se distingue que par la coloration.

## Locomotion
Cette espèce est capable de se déplacer à terre ; on peut ainsi la trouver sur le sol de la forêt, notamment de nuit.

## Vocalisations
Les cris d’appel de Dyscophus guineti ressemblent fortement à ceux de Dyscophus antongilii.

## Reproduction
Les femelles pondent dans des mares plusieurs centaines d’œufs.

## Distribution et habitat

Aire de répartition de Dyscophus guineti.

Cette espèce est endémique de l'Est de Madagascar. La plupart des observations se concentrent entre Antsihanaka et Fierenana ainsi que dans quelques stations isolées plus au sud, comme Vondrozo et Soavala. Toutefois, s'agissant d'une espèce très discrète, il est possible que sa distribution soit plus importante. Sa présence à Sambava, sa localité type, n'a pas été confirmée depuis sa description. Elle est présente entre 150 et 900 m d'altitude,. Elle vit dans la forêt pluviale et semble préférer les terrains plutôt plats, où les eaux sont lentes voire stagnantes.

## Statut de conservation
Cette espèce est localement commune et ses effectifs sont peut-être importants ; en tout cas, les populations ne montrent pas de signe de déclin important, et l'UICN a classé cette espèce dans la catégorie "LC" (préoccupation mineure). Cependant, elle a une tolérance limitée à la dégradation de son environnement et ne se trouve pas dans les milieux trop dégradés. Elle pourrait donc être menacée par diverses activités humaines, comme l'agriculture vivrière, l'exploitation forestière ou du charbon, le surpâturage, l'urbanisation, ou même le remplacement de la végétation originelle par une plante invasive, telle que les eucalyptus.

## Étymologie
Son nom d'espèce, guineti, lui a été donné à référence à M. Guinet, négociant français établi à Sambava, qui a fourni le premier spécimen.

## Parc Zoologique de Paris
Le Parc zoologique de Paris détient au moins 5 spécimens de Dyscophus guineti  qui sont présentés au public et facilement observables lors de la promenade du zoo (vidéo), dans la grande serre tropicale. Ils sont très statiques, pas du tout farouches et se laissent aisément observer par le public.(11/2014)

## Photographies

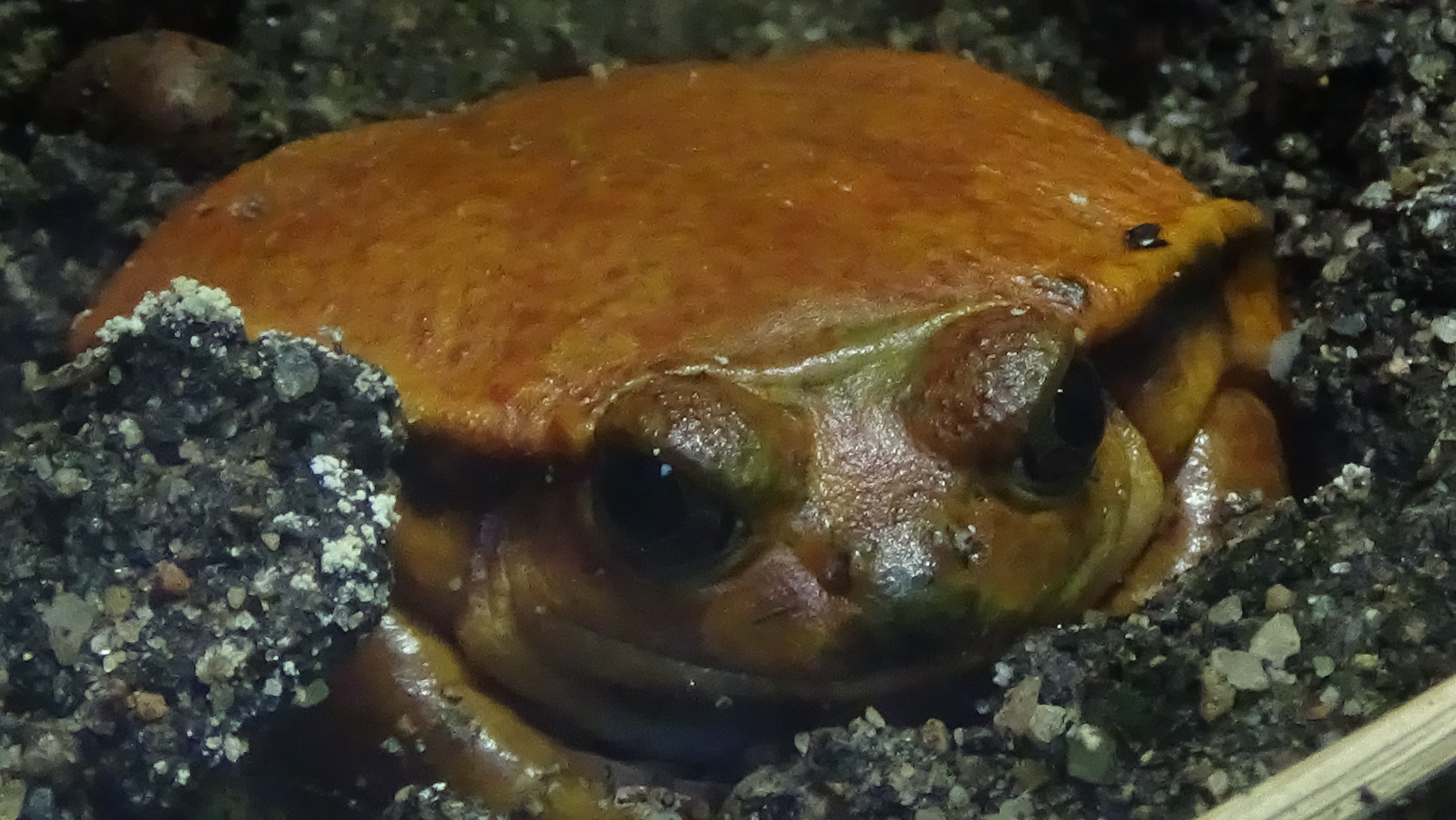
Zoologique de Paris
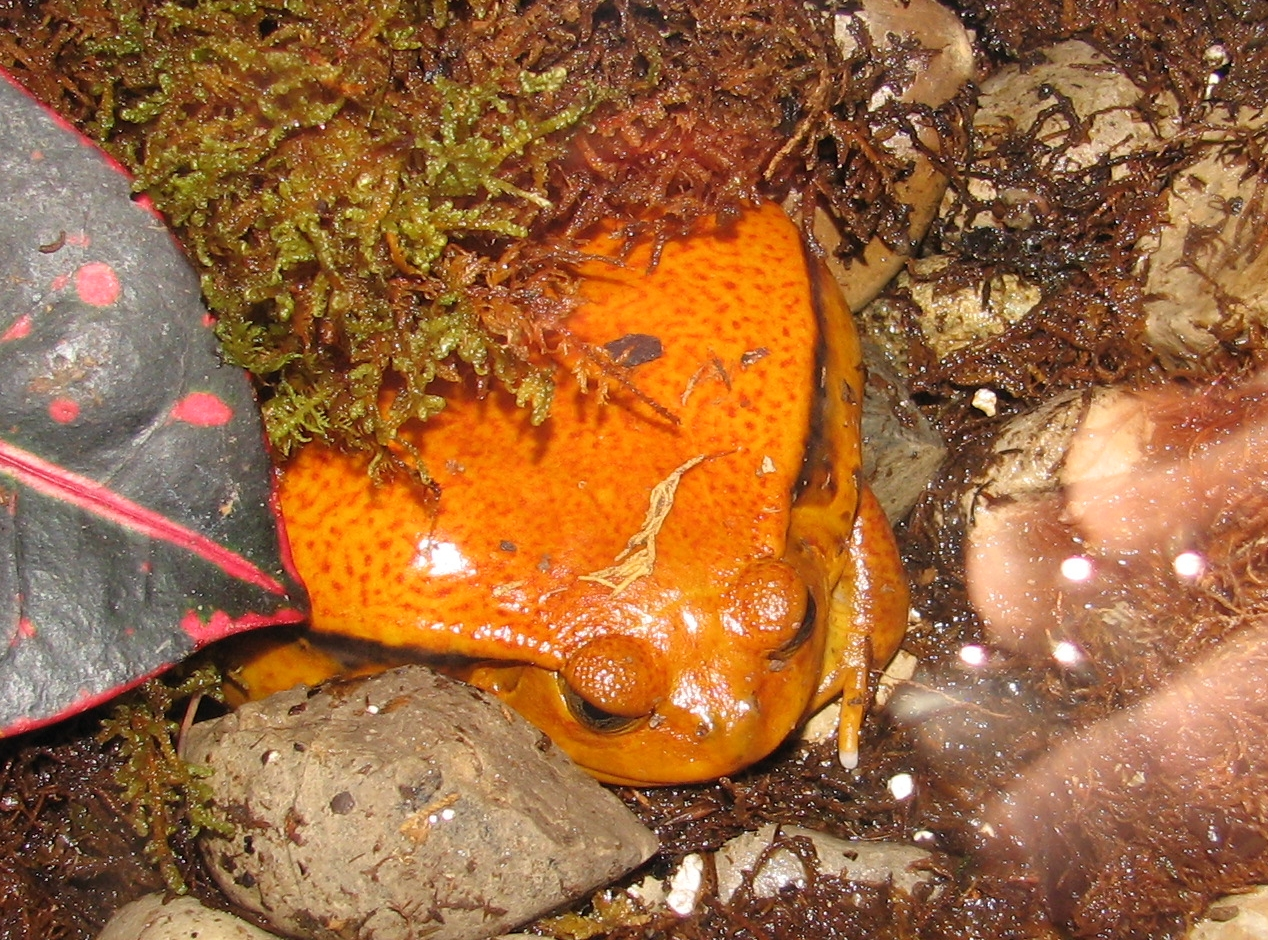
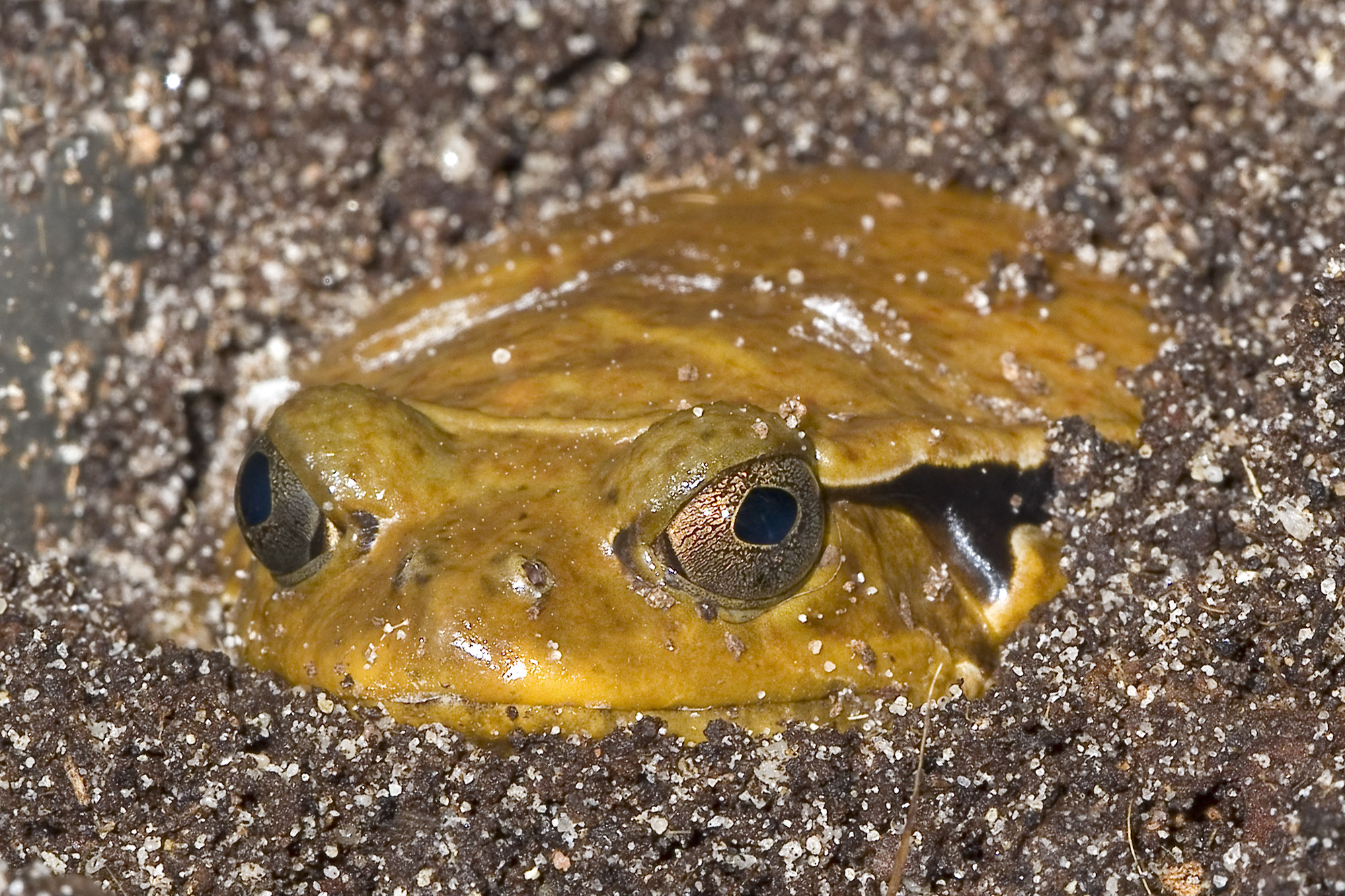
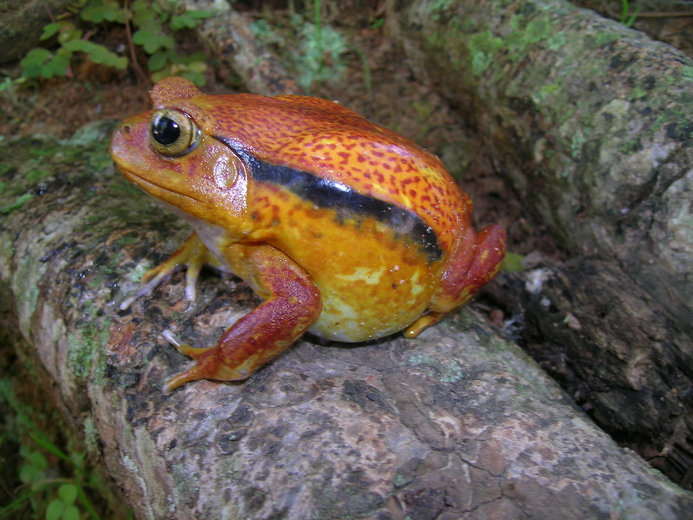
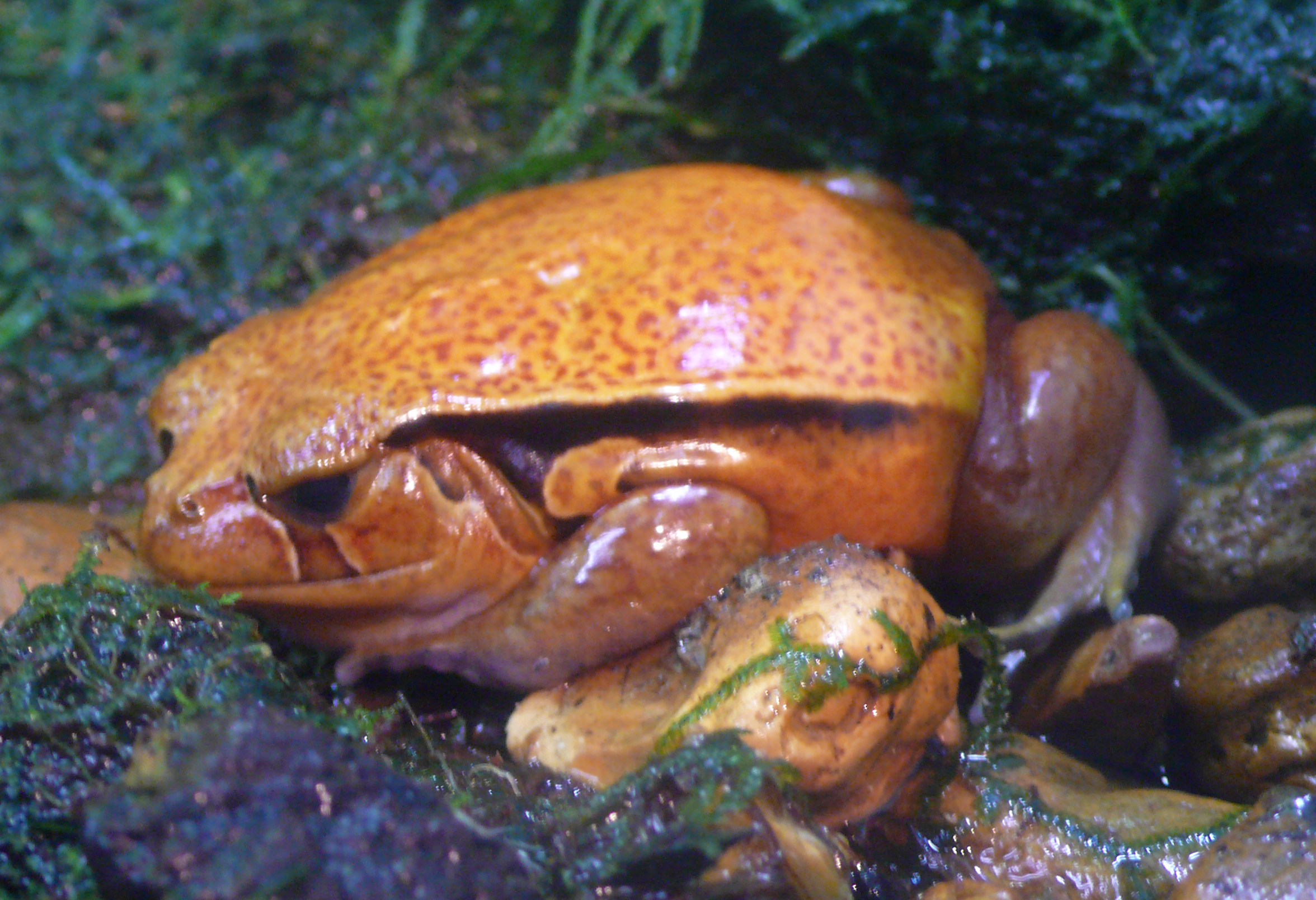
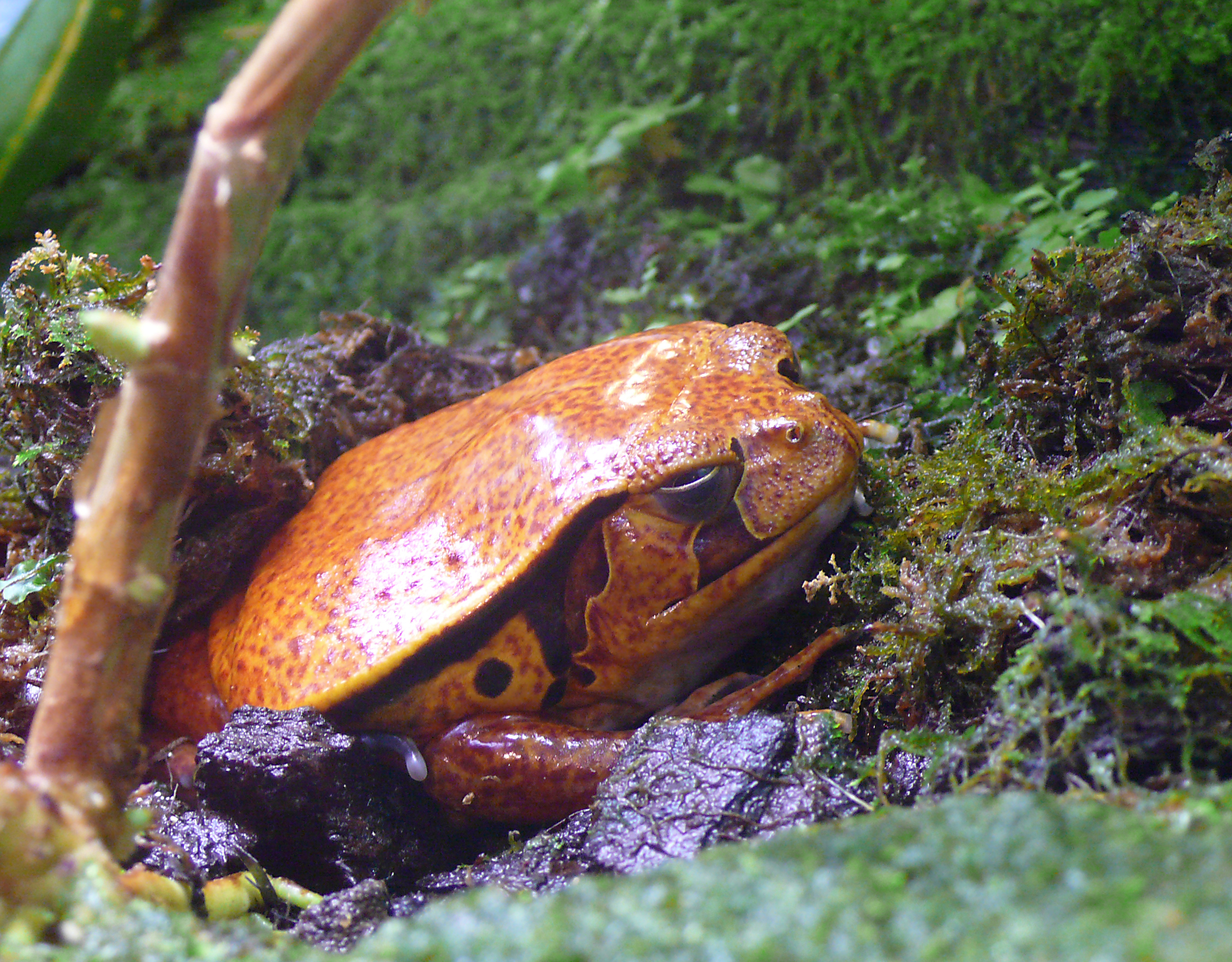

## Publication originale
- Grandidier, 1875 : Description d’un nouveau batracien de Madagascar le Kaloula guineti. Annales des sciences naturelles, sér. 6, vol. 2, no 6, (texte intégral).